# Leona Telínová
Leona Bažant Telínová, uváděna jako Leona Telínová, umělecký pseudonym Telona, (* 1979, Praha) je česká výtvarnice a fotografka žijící a tvořící v Praze.

## Život

### Studia
Střední Uměleckoprůmyslovou školu v Praze absolvovala v letech 1995 až 1999. Leona Telínová pak dále v letech 2002 až 2009 absolvovala nejprve bakalářské (2002–2006) a na něj navazující magisterské (2006–2009) studium v ateliéru Fotografie na Fakultě užitého umění a designu Univerzity Jana Evangelisty Purkyně v Ústí nad Labem. Během celého tohoto studia byla studentkou v ateliéru českého fotografa a zakladatele kulturní platformy Fotograf profesora Ing. Pavla Baňky.

### Stáže
- Ještě během studia absolvovala v letech 2005 až 2006 studijní stáž v ateliéru fotografie na Hochschule für Technik und Wirtschaft (FHTW Berlin) (University of Applied Sciences for Engineering and Economics) v Berlíně.[3][p. 1]
- V průběhu svého studia se v letech 2007 až 2008 účastnila pracovní fotografické stáže v Českém centru v Německu (v Berlíně).[3]
- V roce 2009 byla na Tchaj-wanu (v Tchaj-peji) v projektu „artist in residence Taipei“.[3]

### Hura Collective
Telona patří mezi zakládající členy volného sdružení umělců Hura Collective (vzniklo v roce 2001) a spolu s jeho dalšími členy se v letech 2008 až 2009 podílela na provozu nezávislé Galerie Hygienická stanice, která sídlila na pražských Vinohradech a pro tento projekt Telona vytvářela programovou koncepci a fotografie. (Galerie Hygienická stanice již ukončila provoz).

### Tvorba
Její vlastní tvorba není jen fotografická, ale přesahuje do dalších výtvarných oborů – malby a loutkového divadla. Fotografii využívá často poněkud netradičně (nikoliv k zachycení reality), ale jako prostředek, pomocí něhož vytváří svébytná výtvarná díla. Její obrazy a fotografie jsou zastoupeny v galerijních (například galerie Klatovy Klenová) i v soukromích sbírkách.
Pro kolektivní výstavu Piano Nobile (květen 2024) v pražské vile Koulka vybrala Telona dva projekty (Noční motýl, Analogové deníky), kterými se zabývala v nedávné době (před rokem 2024).

#### ProjektNoční motýl
Cyklus Noční motýl je zastřešující název pro tři soubory fotografií (Malý les, Město kam se ztrácí hračky, Výlet) založených na principu stínového divadla. Každá z fotografií nese vlastní mikro–příběh a všechny soubory spolu vytváří jeden nad–příběh. Snímky vznikají na stole v ateliéru a to nejprve v podobě pečlivě aranžovaných zátiší poskládaných z různého všudypřítomného materiálu, nepořádku a nástrojů sloužících většinou k výrobě loutek. (Telona sdílí svůj výtvarný ateliér se scénografem a loutkářem.) Dále nastupuje princip stínového divadla, kdy pomocí (někdy i barevných) světelných zdrojů je zaranžované zátiší osvětlováno a „promítáno“ na stěnu. Po nezbytné korekci zátiší, světel, stínů, barev a jasu je na stěně zkomponovaný výsledný „stínový“ obraz nafotografován digitálním fotoaparátem. Výsledné fotografie pak již nejsou nijak počítačově upravovány.

#### ProjektAnalogové deníky
Analogové deníky jsou příkladem její experimentální tvorby s alternativními foto–postupy v oblasti analogové fotografie. Jedná se o cyklus fotografií pořízených Telonou v průběhu jejích opakovaných pěších cest Prahou z bydliště do ateliéru. Při jejich tvorbě fotografka využívá „skicování“ okolního pražského prostoru jak pomocí mobilního telefonu, tak i s využitím dírkové komory (camery obscury) vlastní výroby (například z krabičky od sirek). Z takto získaných „fotografických skic“ následně vytváří (s pomocí technologie modrotisku – kyanotypie) svoje individuální papírové Analogové deníky.
Fotografie (foto–skicy) pořizovala autorka mobilním telefonem nebo dírkovou kamerou. Problémem bylo jejich množství, kde i ty nejlepší byly brzy zavaleny těmi dalšími a mizely v propadlišti časového zapomnění. U zrodu Analogových deníků tak stála lítost (ze ztráty těch dobrých snímků), ale i touha vlastnit hmotný předmět (artefakt), jejž by bylo možno dle potřeby ostatním ukázat nebo si jej po libosti kdykoliv prohlížet či se jej jen dotýkat. Svoji roli sehrála i nostalgie po analogových médiích spojená s napětím fotografa při jejich exponování, s radostí fotografa při jejich vyvolávání (když se obraz postupně objevuje) a údivu fotografa, když se na ustáleném a vyleštěném pozitivu objeví třebas i nějaká chyba přidávající hotovému snímku na autentičnosti.
Technika modrotisku (kaynotypie) umožňuje autorce kombinovat digitální fotografie z mobilního telefonu (původně nepřirozeně ostré) s (poněkud abstrahovanými) snímky pořízenými dírkovou kamerou (camerou obscurou). Témata těchto Analogových deníků čerpá Telona z prostředí rodiny (Letní hry), nejbližšího okolí (Nusle, Koulka, Sochy pod Nuselským mostem) nebo z náhodně nalezených (v Nuslích) cizích fotografií (Nalezený archiv). Někdy se fotografka uchyluje k práci s větší mírou grafiky (Nusle patterns obsession, laser eyes) případně s materiálem pracuje konceptuálně (Příběh dívky).

Ilustrační fotografie k technologiím
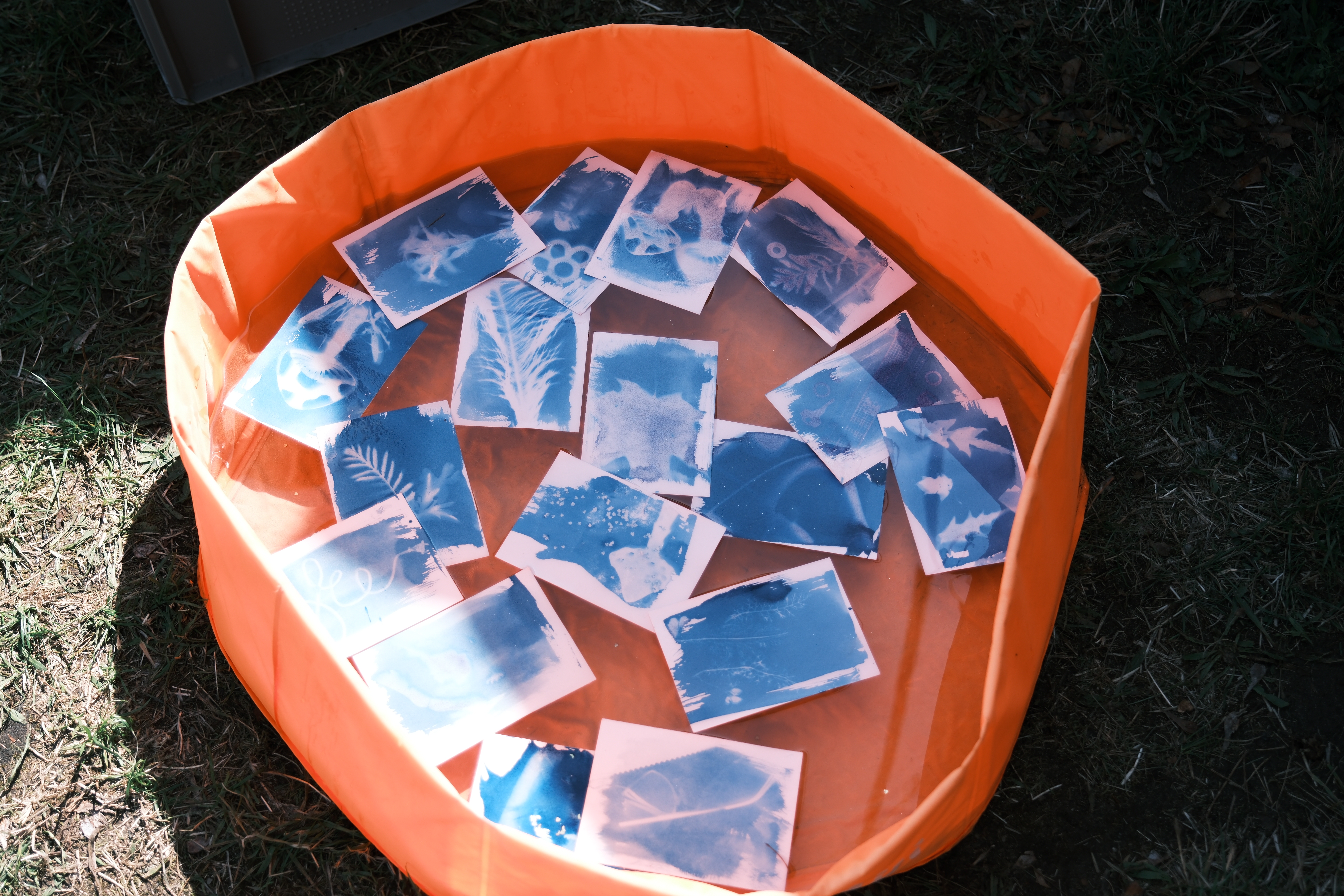
Z workshopu o modrotisku (rok 2023)
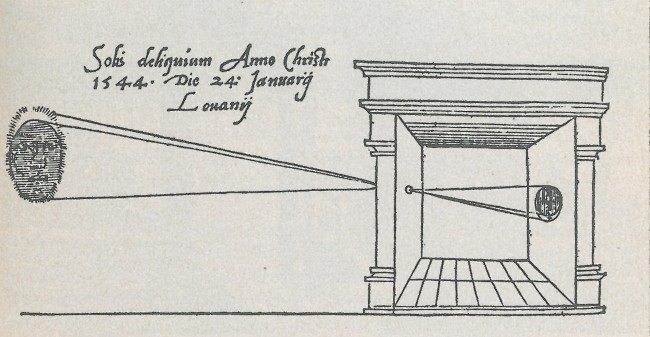
Princip dírkové kamery (Leonardo da Vinci; rok 1545)
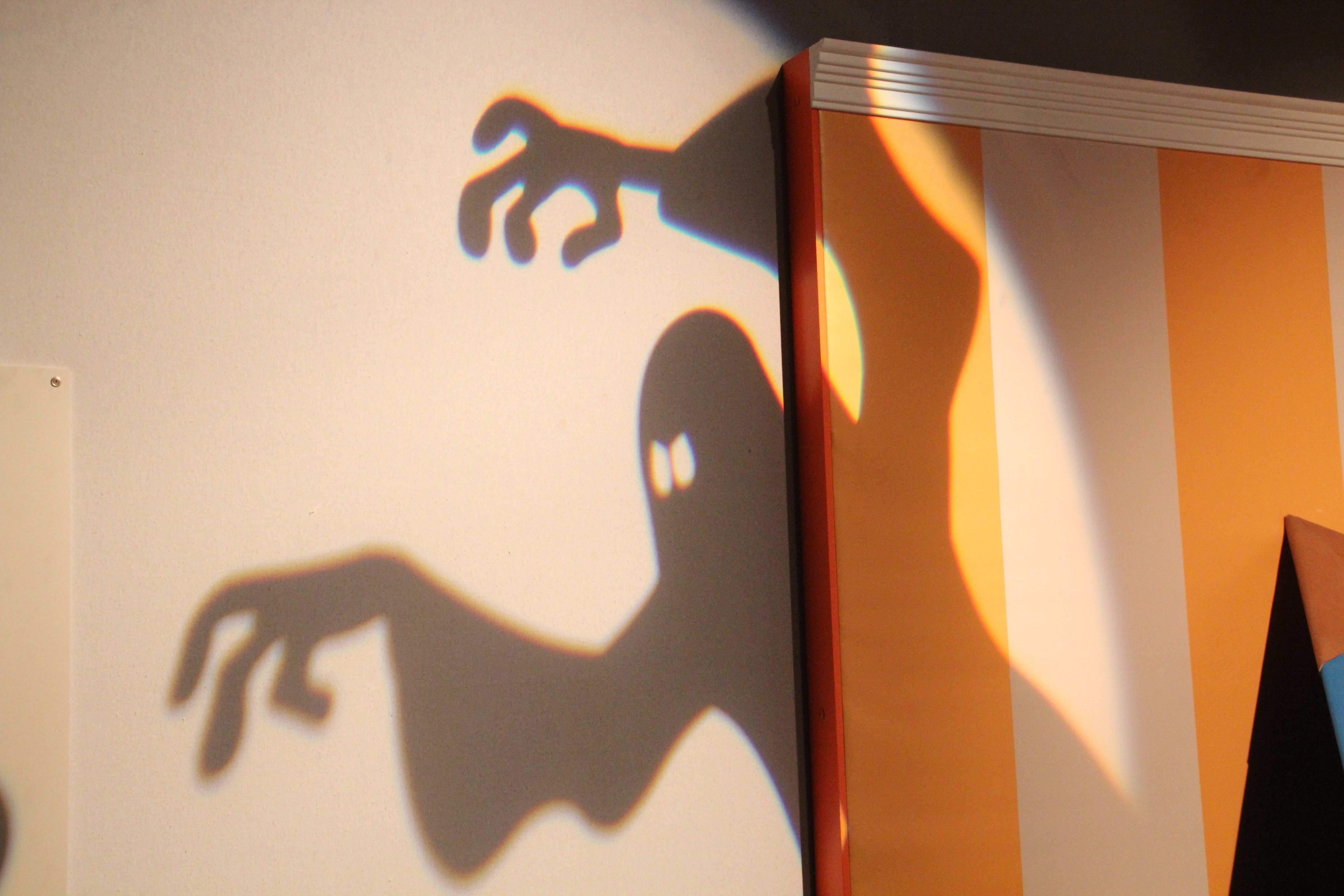
Promítání na stěnu (stínové divadlo; rok 2013)

### Ocenění
V roce 2021 byla její tvorba (Shadows) oceněna (Merit Award) na mezinárodním fotografickém veletrhu Art Photo Budapest v regionu střední a východní Evropy (a díla byla publikována v AAP Magazine Vol.16).

## Výstavy

### Autorské (samostatné)
- 2003 – Leona Telínová: Pokojíčky, Café Ideál, Praha[3]
- 2007 – Leona Telínová: Ústí Noir, Činoherní Studio, Ústí nad Labem[3]
- 2018 – Leona Telínová: Noční motýl, purkrabství hradu Klenová, galerie Klenová (Klatovy)[5][3]
- 2019 – Leona Telínová: Malý les, Městské muzeum Blatná[3]
- 2020 – Leona Telínová: Malý les, Leica Gallery Prague, Praha[5][3]
- 2021 – Leona Telínová: Město kam se ztrácí hračky a jiné příběhy, Artotéka Městské knihovny Praha (MKP), Praha[3]

### Kolektivní (výběr)

#### Roky 2003 až 2010
- 2003 – Realita banální i magická, Galerie Avantgarda, Wroclaw[3]
- 2003 – Fresh, Galerie Emila Filly, Muzeum Ústí nad Labem[3]
- 2003 – HURA II, Café Ideál, Praha[3]
- 2003 – Nová media Cheb, Cheb[3]
- 2004 – 18 + 2 (10 let ateliéru Fotografie Fakulty užitého umění a designu Univerzity J. E. Purkyně v Ústí nad Labem), Muzeum Ústí nad Labem, Ústí nad Labem[5][3]
- 2004 – Trpaslík a současnost, Muzeum Ústí nad Labem[3]
- 2004 – Muzejní noc, Národní Památník na Vítkově, Praha[3]
- 2005 – Posun k dosažení kóty opravdových slastí, Galerie Vysoké školy uměleckoprůmyslové (Galerie VŠUP), Praha 1[5]
- 2005 – Periferie, Galerie VŠUP, Praha[3]
- 2005 – HURA III, Galerie fotografie Kávovarna, Praha[3]
- 2005 – Niemandsland, Galerie Motorenhalle, Dresden[3]
- 2005 – Muzejní noc, Národní Památník na Vítkově, Praha[3]
- 2006 – Výstava diplomových prací, Galerie Emila Filly, Ústí nad Labem[3]
- 2006 – HURA IV, Cross Club, Praha[3]
- 2007 – HURA VI, Kulturní centrum Zahrada, Praha[3]
- 2007 – HURA V, Činoherní Studio, Ústí nad Labem[3]
- 2008 – Popo Popular, Galerie Hygienická Stanice, Praha[3]
- 2008 – Hygiena, Galerie Hygienická Stanice, Praha[3]
- 2009 – Bruch-Zonen. Das Prinzip Osten, Galerie Runde Ecke, Dresden[3]
- 2009 – Diplomky 09, Galerie Emila Filly, Ústí nad Labem[5][3]
- 2009 – Horror Monster Show, Galerie Hygienická Stanice, Praha[3]
- 2010 – Hura VII, galerie Trafačka (Trafo Galerie), Praha[5][3]

#### Roky 2015 až 2024
- 2015 – HURA VIII, galerie Sýpka Klenová, Klenová (Klatovy)[5][3]
- 2019 – 14. blatenský fotofestival - Divočina, Blatná (Strakonice), Blatná (Strakonice)[5]
- 2020 – Jolana Havelková a autoři: Šest pohlednic, Dům pánů z Kunštátu, Dům umění města Brna, Brno (Brno-město)[5][3]
- 2021 – Výlet, Bold Gallery, Praha 7[5][3]
- 2021 – Kosti tmy (spolu s Janem Bažantem), Naivní divadlo, Liberec[3]
- 2021 – Kořeny, Finské kulturní centrum Stella Polaris, Žihobce[3]
- 2022 – LES OS DE L'OBSCURITÉ, (spolu s Janem Bažantem), České Centrum, Paříž.[3]
- 2024 – Piano Nobile (česky: vznešené patro), Villa Koulka, Praha 5